# Donald Piper
Donald Arthur "Don" Piper (Peoria (Illinois), 5 de março de 1911 — Temple City, 25 de março de 1963) foi um basquetebolista estadunidense que fez parte da Seleção Estadunidense na disputa da modalidade basquetebol nos XI Jogos Olímpicos de Verão em 1936 realizados em Berlim na Alemanha Nazista.

## Biografia
Don Piper fez carreira jogando pela equipe da UCLA e pela equipe do Universal Studios, sendo considerado o maior entre os universitários do time em virtude de seu destaque com a UCLA. Após graduar-se jogou pouco e dedicou-se a carreira de distribuidor de televisão, chegando a gerente geral da empresa. Morreu jovem e em seu funeral quem fez o discurso foi seu colega Sam Balter também campeão olímpico em 1936.